# The charm beneath
The charm beneath of 胭脂水粉 is een Hongkongse TVB-serie uit 2005 en de originele versie is in het Standaardkantonees. Het openingslied "鏡花" is gezongen door Gigi Lai en het eindlied "痕跡" is gezongen door Moses Chan. Het verhaal speelt zich af in de tijd van de Chinese republiek 民国时期. Gigi Lai kreeg in de prijs van beste actrice van 2005 voor zijn rol als .
De serie gaat over een rijke familie die een grote make-upwinkel heeft. Er is in de familie veel strijd om wie de bezittingen van vader des huizes krijgt na zijn dood.

## Casting
- Gigi Lai als Chuk Ming-Wai 祝明蕙
- Moses Chan als Chuk Yau-Yip 祝有業
- Yoyo Mung als Ng Yi-Fong 吳以方
- Anne Heung als Song Wan-Sheung 宋雲裳
- Cheung Chi-Kwong als Lai Kwok-Cheung 黎國昌
- Sharon Chan als Wong Yiu-Ching 汪曉晴
- Mandy Cho als Chuk Ming-Mun 祝明敏
- Chan Hung Lit als Chuk Moon-Shan 祝滿山
- Kiki Sheung als Lee Nga-Sin 李雅仙
- Lee Kwok Lun als Chuk Moon-Tin 祝滿田
- Oscar Leung als Ng Yi-Ching 吳以正
- Fred Cheng als Ning Tin-Long 寧天朗
- Ngo Ka-Nin als Chuk Yau-Pong 祝有邦
- Kwok Yiu Ming als Yuen Wing-Wah 原永華
- Tsang Wai Kuen als Chuk Yau-Shing 祝有成
- Michael Tong als Wong Yiu-Fai 汪曉暉
- Kwok Tak-Sun als Lai Ping-Chap 黎編輯
- Mary Hon als Chan Ying-Hung 陳影紅
- Lo Yuen Yan als Ng Lo Siu Yung 吳路笑容
- Fanny Ip Hoi-Yan als mejuffrouw